# 1569
| [ Edytuj tabelę ]              | |
| Król Polski                    | - 1530 Zygmunt II August 1572 |
| Współksiążęta Andory           | - 1561 Pere de Castellet 1571 - 1555 Joanna d’Albret 1572                                                                                             |
| Król Anglii                    | - 1558 Elżbieta I 1603 |
| Elektor Brandenburgii          | - 1535 Joachim II Hektor 1571 |
| Książę Bawarii                 | - 1550 Albrecht V 1579 |
| Sułtan Brunei                  | - 1521 Abdul Kahar 1575 |
| Cesarz Chin                    | - 1566 Longqing 1572 |
| Król Czech                     | - 1564 Maksymilian II Habsburg 1576 |
| Król Danii                     | - 1559 Fryderyk II 1588 |
| Dalajlama                      | - 1543 Sonam Gjaco 1588 |
| Cesarz Etiopii                 | - 1563 Sertse Dyngyl 1597 |
| Król Francji                   | - 1560 Karol IX 1574 |
| Król Hiszpanii                 | - 1556 Filip II 1598 |
| Landgraf Hesji-Kassel          | - 1567 Wilhelm IV Mądry 1592 |
| Hrabia Holandii                | - 1555 Filip II Habsburg 1572 |
| Stadhouder Holandii            | - 1567 Maksymilian z Hennin 1573 |
| Szach Iranu                    | - 1524 Tahmasp I 1576 |
| Państwo Wielkich Mogołów       | - 1556 Akbar 1605 |
| Władca Inków                   | - 1558 Titu Cusi Yupanqui 1571 |
| Król Irlandii                  | - 1558 Elżbieta I Tudor 1570 |
| Cesarz Japonii                 | - 1557 Ōgimachi 1586 |
| Kalif                          | - 1566 Selim II 1574 |
| Patriarcha Konstantynopola     | - 1565 Metrofan III 1572 |
| Władca Korei                   | - 1567 Sŏnjo 1608 |
| Książę Kurlandii i Semigalii   | - 1561 Gotthard Kettler 1587 |
| Wielki książę litewski         | - 1530 Zygmunt August 1569 |
| Sułtan Maroka                  | - 1557 Abdullah al-Ghalib 1574 |
| Senior Monako                  | - 1532 Honoriusz I 1581 |
| Król Nawarry                   | - 1555 Joanna d’Albret 1572 |
| Król Norwegii                  | - 1559 Fryderyk II 1588 |
| Sułtan Omanu                   | - 1560 Abd Allah ibn Muhammad 1624 |
| Elektor Palatynatu             | - 1559 Fryderyk III 1576 |
| Papież                         | - 1566 Pius V 1572 |
| Książę Parmy i Piacenzy        | - 1556 Oktawiusz Farnese 1586 |
| Król Portugalii                | - 1557 Sebastian 1578 |
| Książę w Prusach               | - 1568 Albrecht Fryderyk 1618 |
| Car Rosji                      | - 1547 Iwan IV Groźny 1584 |
| Cesarz Rzymski (niemiecki)     | - 1564 Maksymilian II Habsburg 1576 |
| Kapitanowie Regenci San Marino | - 1568 Antonio Brancuti Liberio Gabrielli 1569 - 1569 Pier Matteo Belluzzi Vincenzo Giannini 1569 - 1569 Ippolito Gombertini Sinibaldo Sinibaldi 1570 |
| Elektor Saksonii               | - 1553 August Wettyn 1586 |
| Król Szkocji                   | - 1567 Jakub VI 1625 |
| Król Szwecji                   | - 1569 Jan III Waza 1592 |
| Król Tajlandii                 | - 1568 Mahinthara Thirat 1569 - 1569 Maha Thammaracha Thirat 1590                                                                                     |
| Sułtan Turków                  | - 1566 Selim II 1574 |
| Doża Wenecji                   | - 1567 Pietro Loredano 1570 |
| Król Węgier                    | - 1540 Jan II Zygmunt Zápolya 1571 - 1563 Maksymilian II 1576                                                                                         |

Rok 1569 / MDLXIX
stulecia: XV wiek ~
XVI wiek ~
XVII wiek

lata: 1559 «
1564 «
1565 «
1566 «
1567 «
1568 «
1569
» 1570
» 1571
» 1572
» 1573
» 1574
» 1579

## Wydarzenia w Polsce
- 10 stycznia – na zamku w Lublinie rozpoczęły się obrady Sejmu, poprzedzające zawarcie unii polsko-litewskiej.
- 5 marca – król Zygmunt II August ogłosił przyłączenie województwa podlaskiego do Korony Królestwa Polskiego.
- 26 maja – Wołyń został przyłączony do Korony Królestwa Polskiego.
- 6 czerwca – województwa kijowskie i bracławskie zostały przyłączone do Korony Królestwa Polskiego.
- 28 czerwca – zakończyły się negocjacje w sprawie Unii lubelskiej, porozumienia pomiędzy stanami Korony Królestwa Polskiego i Wielkiego Księstwa Litewskiego (podpisana została 1 lipca, a ostatecznie ratyfikowana przez króla Zygmunta II Augusta 4 lipca tego roku).
- 1 lipca – zaprzysiężenie unii polsko-litewskiej, powstała Rzeczpospolita Obojga Narodów. Polska i Litwa stały się jednym państwem ze wspólnym sejmem i senatem.
- 4 lipca – król Zygmunt II August ratyfikował unię lubelską.
- 19 lipca – na Sejmie w Lublinie książę pruski Albrecht Fryderyk Hohenzollern złożył hołd lenny Zygmuntowi II Augustowi, co obecny wówczas Jan Kochanowski opisał w utworze Proporzec albo hołd pruski.
- 3 sierpnia – Inflanty przyłączono do Korony i Litwy jako wspólną własność.
- 12 sierpnia – delegacja rady miasta Gdańska uwięziona wyrokiem sądu sejmowego.
- 16 sierpnia – we Włocławku powstało seminarium duchowne, które do dziś funkcjonuje.
- Puck został częścią Korony.
- Daleszyce, Krynki otrzymały prawa miejskie.

## Wydarzenia na świecie
- 11 stycznia – w Londynie odbyło się losowanie nagród pierwszej loterii państwowej.
- 13 marca – Wojny religijne hugenockie: zwycięstwo francuskich wojsk katolickich w bitwie pod Jarnac.
- 25 czerwca – Wojny religijne hugenockie: zwycięstwo hugenotów w bitwie pod La Roche-l’Abeille.
- 3 października – Wojny religijne hugenockie: zwycięstwo katolików w bitwie pod Moncotour.
- 23 grudnia – więziony w Twerze z rozkazu cara Iwana IV Groźnego metropolita moskiewski Filip II został uduszony poduszką przez carskiego żołnierza Malutę Skuratowa.

- Cosimo Medici uzyskał tytuł Wielkiego Księcia.

## Urodzili się
- 31 stycznia – Johan Nilsson Gyllenstierna, szwedzki arystokrata, admirał floty Zygmunta III Wazy (zm. 1617).
- 30 lipca – Karol I Liechtenstein, pierwszy książę z rodu Liechtensteinów (zm. 1627).
- 31 sierpnia – Dżahangir, władca imperium Wielkich Mogołów (zm. 1627).
- 23 września – Ginchiyo Tachibana, córka i jedyne dziecko Dōsetsu Tachibana (zm. 1602).
- 18 października – Giambattista Marino, poeta włoski, główny przedstawiciel literatury włoskiego baroku (zm. 1625)
- 18 listopada – Antonio Marcello Barberini, włoski kardynał, brat Urbana VIII (zm. 1646).
- 25 listopada – Fryderyk Kettler, książę Kurlandii i Semigalii (zm. 1642).
- 25 grudnia – Jan Bok, humanistyczny poeta, polityk, oraz pedagog pochodzenia dolnołużyckiego (zm. 1621).

- data dzienna nieznana: 
  - Wawrzyniec Bartilius, jezuita, prowincjał litewski, filozof i teolog (zm. 1635).
  - Gryzelda Batory, córka Krzysztofa Batorego i Elżbiety Bocskai, bratanica króla Polski Stefana Batorego (zm. 1590).
  - Tomasz Gostomski, Szósty syn Anzelma (zm. 1623).
  - Tobias Hume, angielski kompozytor, wiolista i żołnierz (zm. 1645).
  - Maciej Jabłonowski (1569–1619), rotmistrz królewski, szlachcic, posiadacz własnej roty, własnego zaciągu, którego był dowódcą, obrońca kresów (zm. 1619).
  - Marcello Lante della Rovere, włoski duchowny (zm. 1652).
  - Jan Piotr Sapieha, hetman Dymitra Samozwańca II, uczestnik Dymitriad, rotmistrz królewski (zm. 1611).
  - Jan Skotnicki, kasztelan połaniecki, rotmistrz, właściciel wyższego zamku w Odrzykoniu, koło Krosna (zm. 1621).
  - Ambrosio Spinola, hiszpański wódz pochodzenia włoskiego (zm. 1630).
  - Abraham Woyna, kanonik wileński, syn Szymona kasztelana mścisławskiego (zm. 1649).
  - Piotr Zbylitowski, polski poeta i satyryk, dworzanin na dworach magnackich (zm. 1649).

## Zmarli
- 10 maja – Jan z Ávili, hiszpański duchowny katolicki, mistyk, Doktor Kościoła, święty (ur. 1500)
- 9 września – Pieter Bruegel (starszy), malarz flamandzki (ur. ok. 1525)
- 19 sierpnia – Piotr Młody, hospodar wołoski 1559–1568 z dynastii Basarabów
- (między 8 września a 5 października, prawdopodobnie 4 października) – Mikołaj Rej, polski poeta i prozaik okresu Odrodzenia (ur. 1505)
- 25 września – Marek Criado, hiszpański trynitarz, męczennik, błogosławiony katolicki (ur. 1522)
- 5 listopada – Stanisław Sobek z Sulejowa, starosta małogoski, starosta warszawski, kasztelan biecki, kasztelan sądecki
- 23 grudnia – Filip II, metropolita Moskwy i Wszechrusi moskiewskich

- data dzienna nieznana: 
  - Mikołaj Kazanowski, starosta wieluński (ur. 1530)